# Notoryczni debiutanci
Notoryczni debiutanci – drugi album studyjny poznańskiego zespołu rockowego Muchy. Płyta ukazała się 8 marca 2010 roku nakładem Sony Music Entertainment Poland. W ramach promocji wydawnictwa został wydany singel pt. Przesilenie. Album zadebiutował na 13. miejscu listy OLiS w Polsce.
Album został nominowany do nagrody Superjedynki w kategorii „Płyta rock” oraz do Fryderyka w kategorii „Album Roku Muzyka Alternatywna”. „Notoryczni debiutanci” zostali również uhonorowani nagrodą „Uwalniacza 2010” przyznawaną przez portal muzyczny uwolnijmuzyke.pl.

## Recenzje
Wydawnictwo spotkało się z niejednoznacznym przyjęciem ze strony krytyków muzycznych. Marcin Staniszewski w Dzienniku, Głos Wielkopolski i Aktivist przyznali albumowi maksymalną ocenę. Natomiast dziennikarz serwisu Onet.pl Bartek Kot napisał:

Nowe Muchy to bardzo grzeczny zespół, który sprzedaje ładne i chwytliwe popowe piosenki rozpisane na gitary, jednak za mocno zatraca się w tym swoim ugrzecznionym i dopieszczonym świecie. Brakuje tu gitarowej zadziorności, jednego-dwóch nagrań więcej, które nie dopuszczałyby do rodzenia się u słuchacza poczucia monotonii.

Mirosław Pęczak na łamach tygodnika Polityka przyznał płycie 4. punkty. Zwrócił m.in. uwagę na przewidywalność dokonań zespołu przy czym podkreślił spójność warstwy instrumentalnej i wokalnej.  Kasia Wolanin dziennikarka Polskiego Radia jako jedyną wadę albumu wskazała przesadne partie wokalne Michała Wiraszki. Recenzent serwisu Porcys Łukasz Konatowicz, który przyznał nagraniom 6,5 punktu jako pozytywny element wymienił melodyjność, negatywnie wyraził się natomiast odnośnie do brzmienia instrumentów perkusyjnych przywodzących złudzenie automatu. Ola Wiechnik na łamach serwisu Aktivist zwróciła uwagę iż najmocniejszą stroną formacji są teksty piosenek. Recenzent portalu Interia.pl Artur Wróblewski również zwrócił uwagę na słowa. Wróblewski napisał następująco:

W warstwie poetyckiej słychać, że Michał Wiraszko to już nie jest dwudziestolatek "pokazujący jak spada się z dachu", ale facet, który niedługo dobije do symbolicznej 30. Michał wciąż ma łatwość układania wersów, które młodzież nie tylko zaśpiewa na koncercie, ale też pewnie będzie cytowała w codziennych sytuacjach (np. "w głównych rolach modne emocje"). Daleko tym tekstom do juwenaliowej, studenckiej przaśności, choć zdarzają się takie kwiatki, jak na przykład "Zbierasz kody, wygrywasz nagrody" - za ten rym nagrody nie będzie.

## Lista utworów
1. „Rekwizyty” – 5:13
2. „Notoryczni debiutanci” – 4:33
3. „Przesilenie” – 3:36
4. „W zasięgu ramion” – 3:54
5. „Księgowi i marynarze” – 3:21
6. „Przyzwolitość” – 4:29
7. „Zimne kraje” – 3:32
8. „Piętnaście minut później” – 3:36
9. „Serdecznie zabronione” – 3:31
10. „'93” – 3:24
11. „Kołobrzeg-Świnoujście” – 4:18

## Twórcy
Opracowano na podstawie materiału źródłowego.
- Piotr Maciejewski - gitara, instrumenty klawiszowe, śpiew
- Tomasz Skórka - gitara basowa, śpiew
- Szymon Waliszewski - perkusja, śpiew
- Michał Wiraszko - gitara, instrumenty klawiszowe, śpiew
- Marcin Bors - produkcja muzyczna